# Olof Gyllenborg
Olof Gyllenborg (1676—1737) var en svensk greve, embedsmand og forfatter. Han var søn af Jakob Gyllenborg og bror til Carl, Johan og Fredrik Gyllenborg.
Gyllenborg studerede ved Uppsala Universitet, blev 1725 amtmand i Elfsborgs og 1733 i Nyköpings Amt. Han forsøgte sig som skønlitterær forfatter; hans digte udmærker sig ved et mandigt sprog, velvalgte billeder samt letflydende versifikation. Hans litterære arbejder er trykte i Pehr Hansellis Samlade vitterhetsarbeten (5. del 1863).